# Поєнь (Ясси)
Поєнь, Поєні (рум. Poieni) — село у повіті Ясси в Румунії. Входить до складу комуни Скіту-Дука.
Село розташоване на відстані 316 км на північний схід від Бухареста, 15 км на південний схід від Ясс.

## Населення
За даними перепису населення 2002 року у селі проживали 822 особи, усі — румуни. Усі жителі села рідною мовою назвали румунську.

## Галерея

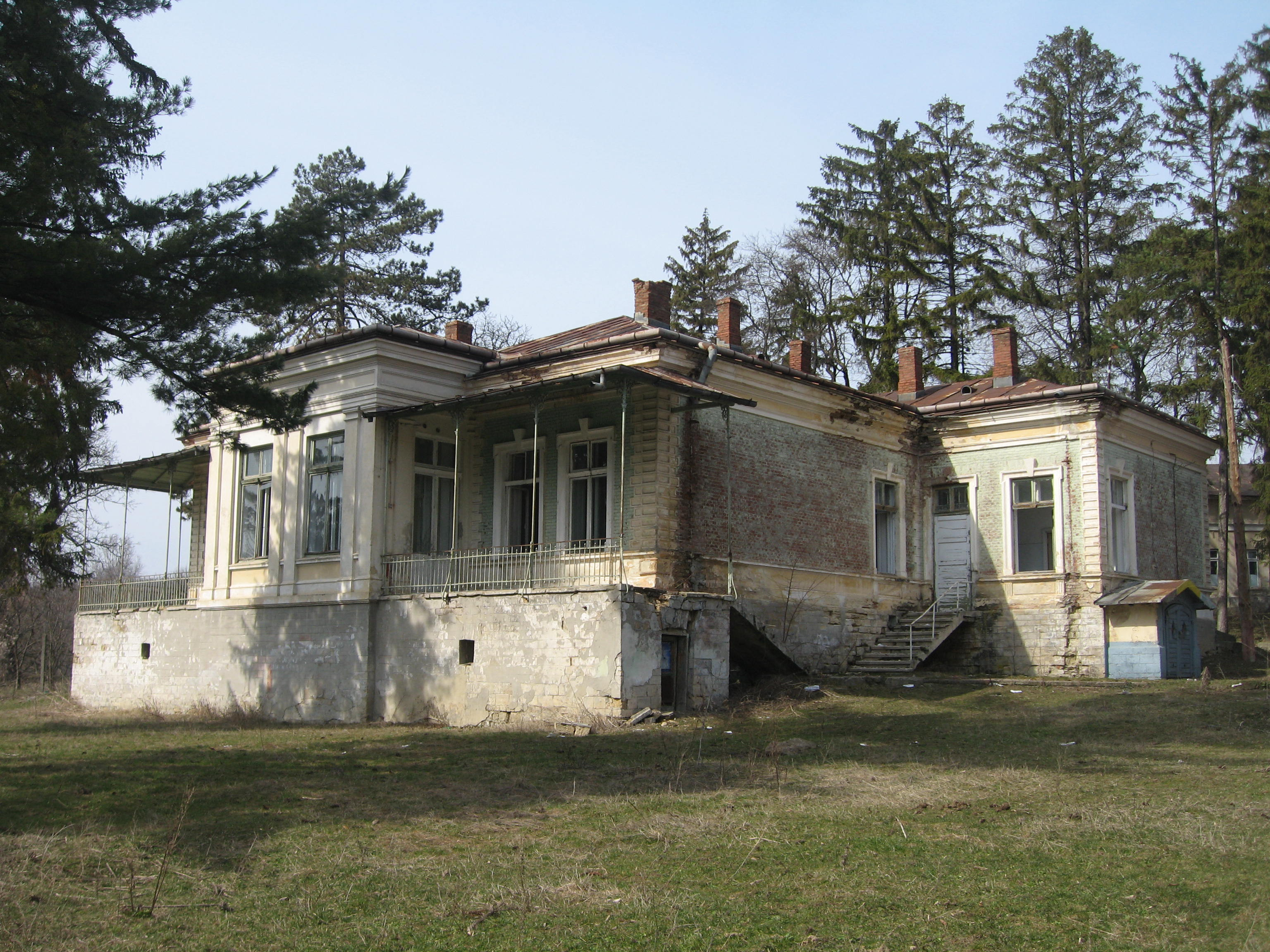
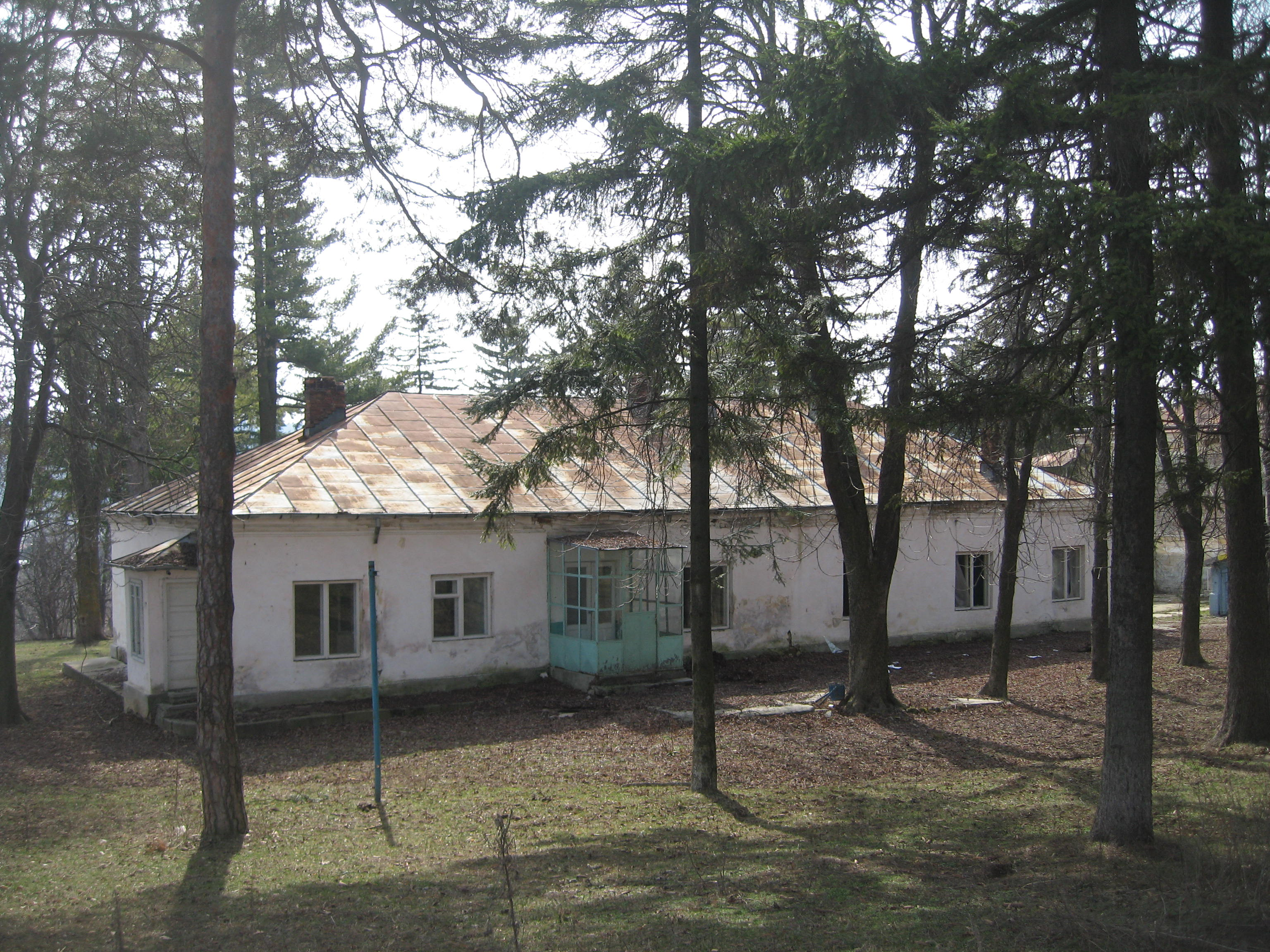
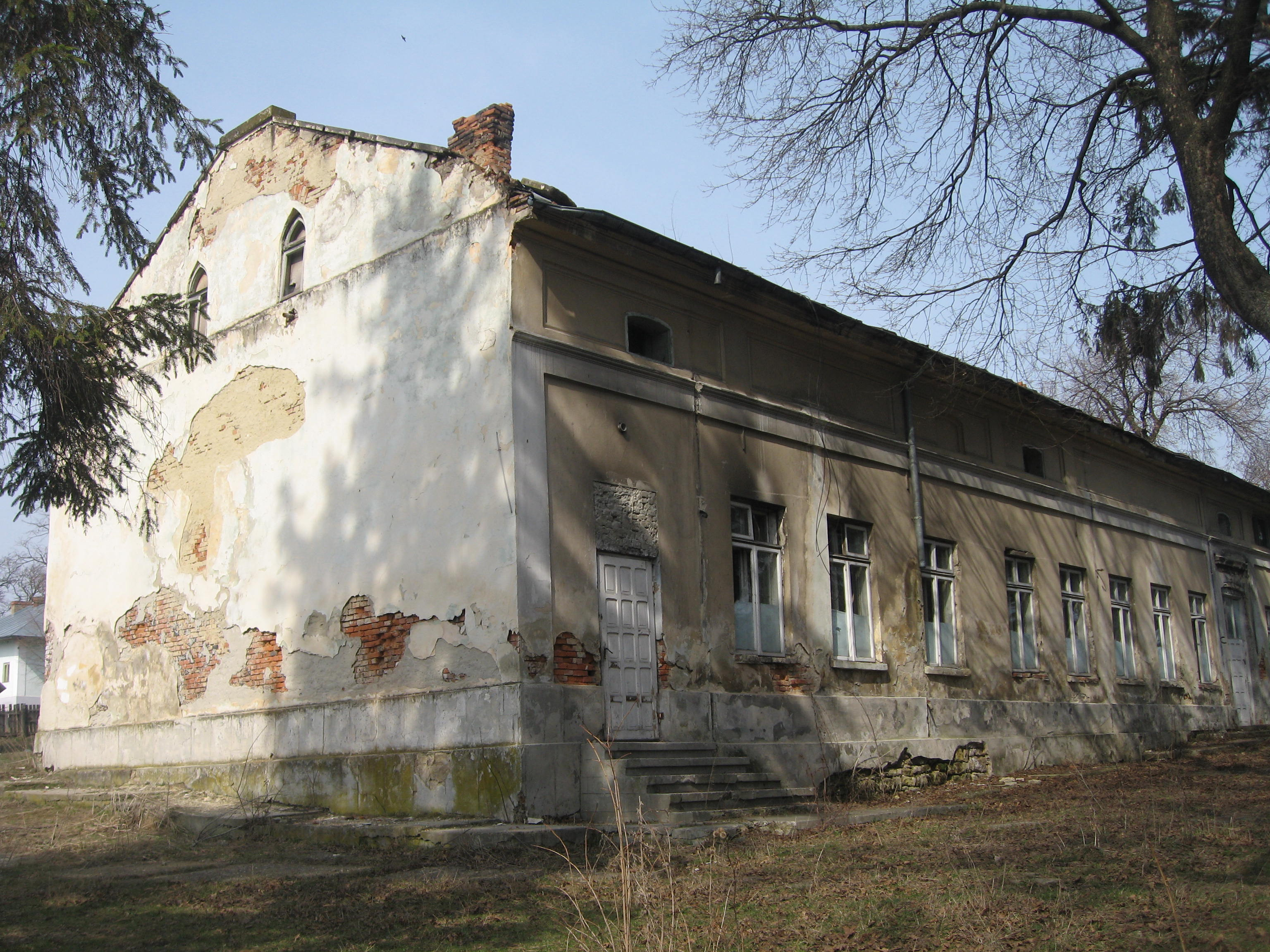
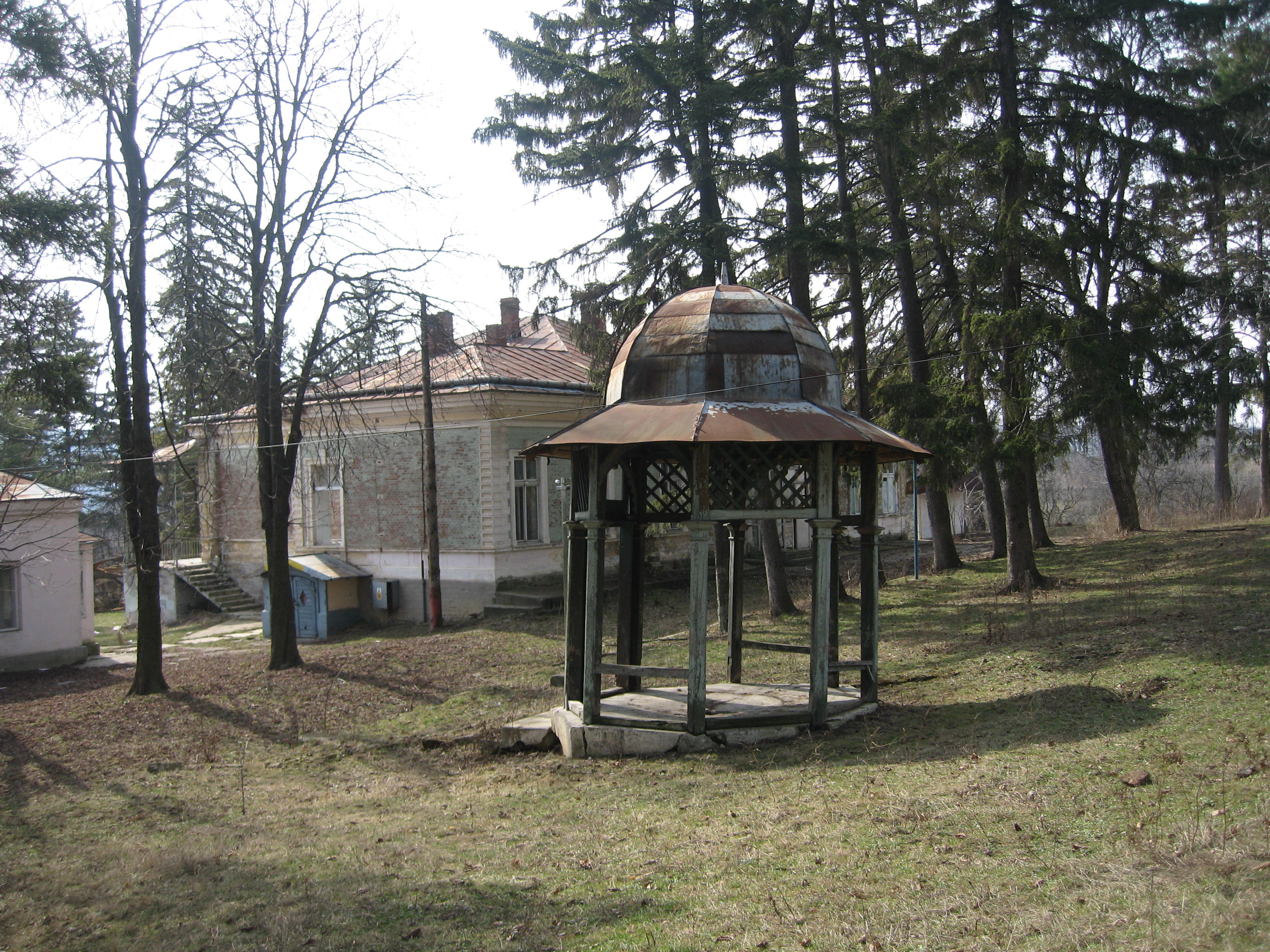